# آيركس
آيركس (بالإنجليزية: IRIX)‏ هو نظام تشغيل طورته شركة سيليكون غرافيكس ليعمل على محطات العمل وأجهزة الخادم التي تنتجها الشركة نفسها. النظام مبني على نظام يونكس الخامس مع إضافات بي إس دي. وكان آيركس هو أول نظام تشغيل يشمل على نظام الملفات إكس إف إس.
له تاريخ في مجالات التصميم والأبحاث بسبب دعمه الممتاز للصور ثلاثية الأبعاد. كما أنه نظام مستقر.
لم تعد شركة Silicon Graphics تطور النظام، وحولت جميع منتجاتها إلى نظام التشغيل Linux.
يُعتقد بأن الإصدار 6.5 هو آخر إصدار رئيسي للنظام، وحالياً تقوم Silicon Graphics بإصدار تحديثات أغلبها يتضمن إصلاحات لعيوب موجودة مسبقاً، آخر هذه التحديثات هو الإصدار 6.5.30.

## وصلات خارجية
- Overview of information related to the IRIX operating system
- Technical Publications Library
- Silicon Bunny - IRIX software and information
- Nekochan - IRIX open source software, information and forums
- IRIX Admin: Backup, Security, and Accounting Document Number: 007-2862-004 February 1999